# 오트음보무주

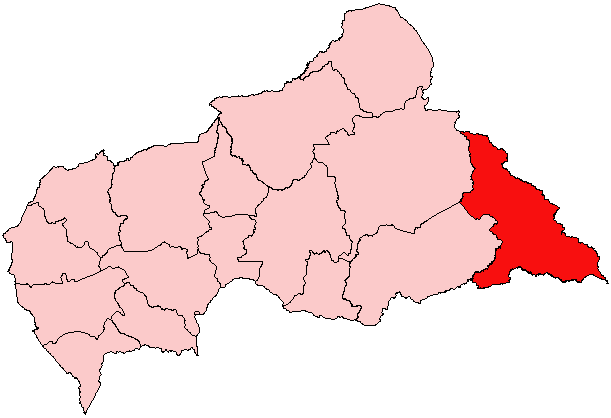
오트음보무 주의 위치

오트음보무주(Haut-Mbomou)는 중앙아프리카 공화국 최동단에 위치한 주로, 주도는 오보이며 동쪽으로는 남수단, 남쪽으로는 콩고 민주 공화국과 국경을 맞대고 있다.